# Prasátko

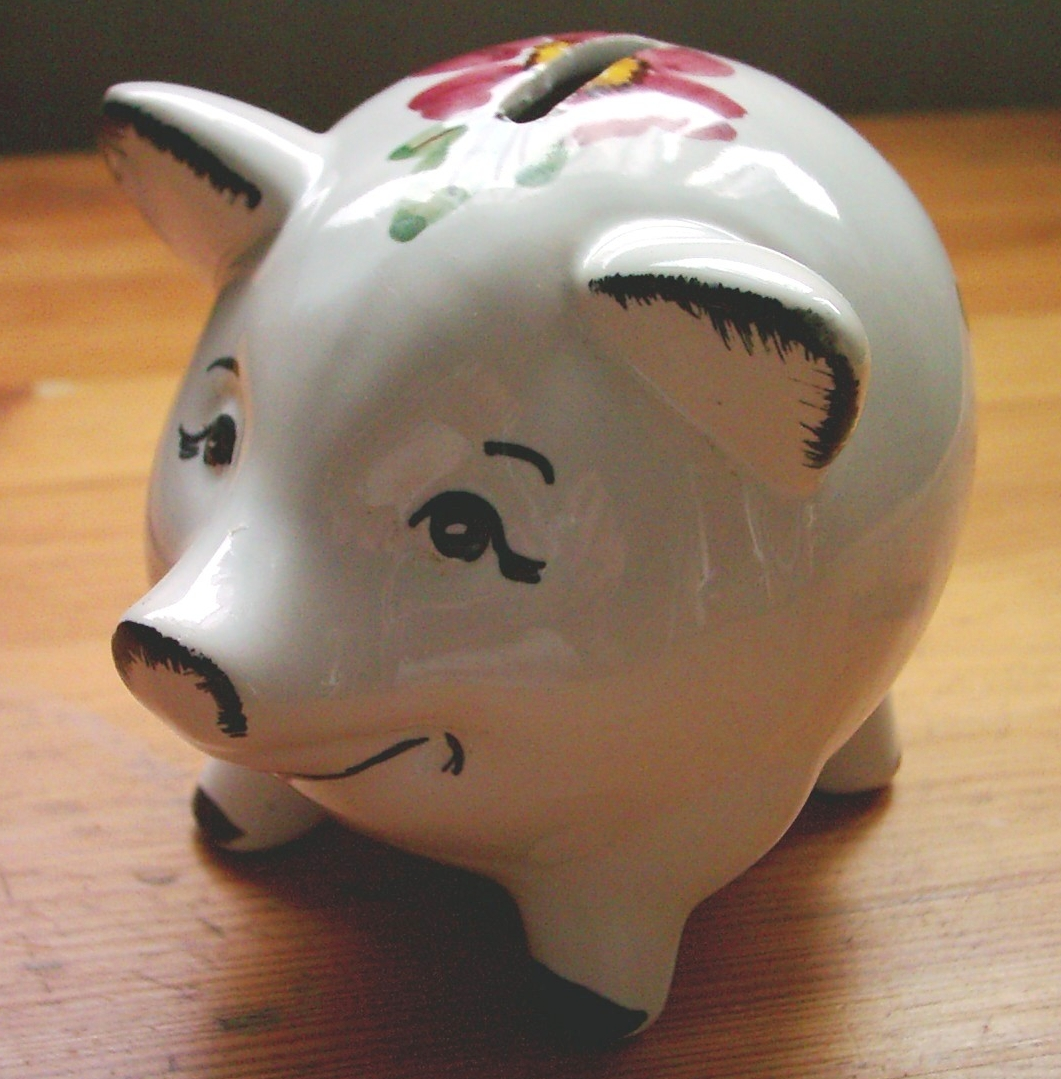
Prasátko

Prasátko je tradiční označení keramické kasičky, někdy v podobě růžového prasete. Prasátko slouží k šetření drobných i větších mincí. Když je prasátko plné mincí, může se rozbít a za úspory si spořící může něco pořídit. Stejně tak, pokud spořící potřebuje peníze z prasátka, musí ho rozbít. Proto jsou prasátka dělána tak, aby spořící nemohl jen tak zevnitř mince vytahovat.

## Historie a symbolika

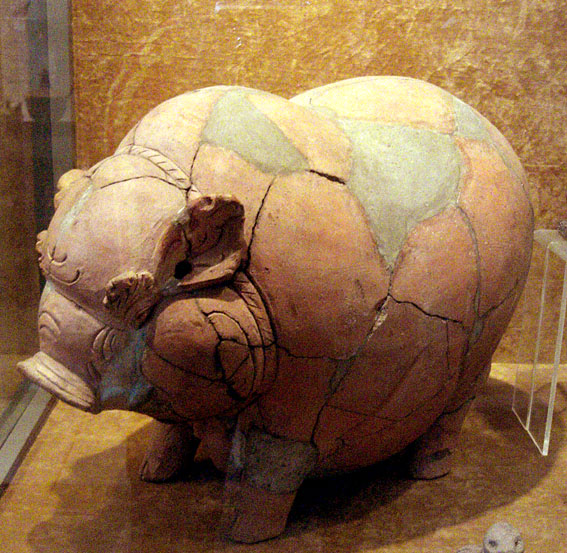
Keramické prasátko ze středověké Jávy

Používání uzavřených kasiček na drobné mince v domácnostech navazuje na tradici uzavřených kasiček užívaných v antických chrámech. Ve středověku se ujala podoba ve formě keramického prasete zejména proto, že prasátko je symbolem plodnosti, užitečnosti a blahobytu. Střádání a rozbití kasičky je zřejmou obdobou výkrmu prasete a následné zabíjačky. Nejstarší známé keramické kasičky v podobě prasátka pocházejí z Indonésie z období říše Madžapahit, odkud se rozšířily do Číny, a zřejmě i do Evropy.

## Užití v umění
- píseň „Já si střádám do prasátka“ z operety Růže z Argentiny